# San Juan Bautista Tlacoatzintepec
San Juan Bautista Tlacoatzintepec är en kommun i Mexiko.   Den ligger i delstaten Oaxaca, i den sydöstra delen av landet, 300 km sydost om huvudstaden Mexico City.
Följande samhällen finns i San Juan Bautista Tlacoatzintepec:
- La Soledad
- Arroyo Platanal